# Grotte de Damdjili
La grotte de Damdjili (en azéri : Damcılı mağarası) est un abri sous roche préhistorique situé dans le sud-est du mont Avey, près du village de Daş Salahlı, dans le raion de Qazakh, en Azerbaïdjan. Elle est la plus grande des grottes du groupe d'Aveydağ, avec une superficie d’environ 360 m2. Elle a été nommée « Damcılı » (signifiant « goutte-à-goutte » en azéri) en raison de l'eau qui s'infiltre à travers les fissures naturelles dans la roche.

## Description
La grotte a une forme semi-circulaire, avec une hauteur d’environ 4 mètres sur la façade, qui est partiellement effondrée. Les premières recherches archéologiques y ont été menées en 1953, et de 1956 à 1959, une expédition dirigée par l’archéologue Məmmədəli Hüseynov y a été organisée. Lors des fouilles, des couches archéologiques mixtes ont révélé plus de 8 000 objets lithiques, dont plus de 550 outils en pierre (nucleus, grattoirs, pointes, lames, burins, etc.), ainsi que des fragments de charbon, des cendres d’anciens foyers et des ossements d’animaux. Des pigments naturels rouges foncés ont également été trouvés.

## Datation
La technique de fabrication et la typologie des objets permettent de rattacher les couches à plusieurs périodes : Paléolithique moyen, Paléolithique supérieur, Mésolithique et Néolithique/ Les outils en forme de disque (nucleus) sont datés entre 100 000 et 80 000 ans et sont associés à la présence de l’Homme de Neandertal.

## Importance
Parmi les trente grottes découvertes dans la région d’Aveydağ lors de l'expédition, la grotte de Damdjili est la plus grande et la plus importante, représentant un site clé pour l’étude des premières occupations humaines en Azerbaïdjan.